# SUNDAY FLICKERS
『SUNDAY FLICKERS』（サンデー・フリッカーズ）は2010年10月3日からJFN系列の一部の放送局で放送されているジャパンエフエムネットワーク（JFNC）制作のラジオ番組である。略称「サンフリ」。

## 概要
落語家の春風亭一之輔がメインパーソナリティを務めるバラエティ・情報番組。ジャパンエフエムネットワーク日曜朝ワイド枠。
番組名の「FLICKERS」とは、iPhoneやiPadの画面などを「めくる」という意味を持つ「FLICK」（フリック）からきており、エンタメ・政治・スポーツなどの情報をめくっていくように紹介していく、という意味が込められている。

## 出演者

### メインパーソナリティ
- 春風亭一之輔（2010年10月3日 - ）

### アシスタント
現在
- 汾陽麻衣（2014年10月5日 - 2015年6月28日、2016年2月28日[注 1]、2017年8月13日[注 2]、2017年10月1日 - ）

過去
- 青木真麻（2010年10月3日 - 2012年3月25日）
- 番井奈歩（2012年4月1日 - 2014年9月28日）
- 石田紗英子（2015年7月5日 - 2016年7月31日[注 3]）
- 阿部哲子（2016年8月7日 - 2017年9月24日）

## 放送時間
- 6:00 - 7:30（2016年4月 - 現在）

ネット局毎の放送時間は#ネット局を参照。

### 過去
- 6:00 - 8:30（放送開始（2010年10月） - 2015年9月）
- 6:00 - 7:30、8:00 - 8:30（2015年10月 - 2016年3月）
  - 7:30 - 8:00は放送休止時間帯。

### 経緯
当初の放送時間は6:00 - 8:30だったが、全時間帯を放送するフルネット局はなく、番組途中で放送終了、あるいは番組途中から放送開始するネット形態だった。
2015年10月から、7:30 - 8:30の放送は以下の構成にリニューアルされた。
- 7:30 - 8:00は放送休止時間帯
- 8:00 - 8:30は『SUNDAY FLICKERS 2』（2は「リターンズ」と読む[5]。タイムテーブル上では『SUNDAY FLICKERS』）

これは7:30 - 8:00を唯一放送していたFM GIFUが2015年9月をもって当該時間のネットを終了したことによる。8時台パートのネット局は青森（AFM）・沖縄（FM沖縄）の2局のみとなった。放送休止時間帯の模様はツイキャスで配信された。
2016年4月から放送時間が6:00 - 7:30に短縮された。これは2016年3月27日の放送中に一之輔から発表され、当日分をもって、ツイキャス配信及び『SUNDAY FLICKERS 2』の放送は終了。
現在も改編毎にネット局での放送時間変更やネット開始・終了が発生する。2017年10月以降は7時台のネット局が減少したほか、一時的にFM GIFU以西の局で7時台をネットする局が消滅した。

## タイムテーブル
2025年2月現在のもので、日によって時間は前後する。
コーナーの合間にメッセージ紹介や曲のオンエアがある。選曲はいわゆる「FM的な」最新曲ではなく、番組独特の選曲が行われる。

### 6時台
6:00 - オープニング、メッセージテーマ発表
6:08 - 6時のストレートニュース
短いトークの後にアシスタントが4 - 5項目のストレートニュースを伝え、項目毎に切り替え音が挿入される。
6:13 - 私のイエスタデイ
どこかで聴いた曲をリスナーから募り、１曲だけリクエストをかける。
6:18 - モーニング・タブレット
一之輔とアシスタントが当日のメッセージテーマにまつわる話題についてトーク。
6:32 - リスナー生電話 
リスナーと生電話をつなぎ、主にその日のメッセージテーマについて会話する。
リスナーが電話に出ない場合は、パロディ的な「サンデージャーナル 経済どんとこい」のコーナーに置き換わる。
6:37 - ウェザー・ナウ
日本気象協会と繋ぎ、各地の天気（沖縄→九州・中国・四国→近畿→東海・関東甲信越→北陸→東北→北海道の順）と最高気温（那覇・福岡・高知・広島・大阪・名古屋・金沢・東京・仙台・札幌）を伝えてもらう。
6:39 - トラフィック・ナウ
日本道路交通情報センターと繋ぎ、全国の幹線道路の交通情報を伝えてもらう。
6:41 - メッセージ紹介
6:46 - 落語ショート・オン・ショート
一之輔が落語のショートバージョンを生放送で披露するコーナー。ただし時間（4 - 6分）の関係で2 - 3週に分けて放送されるため基本的に2 - 3週完結（ただし落語の長短によるためか『初天神』は4週完結、『無精床』は1週完結というケースも存在する）となる。アシスタントが阿部に替わって以降は、一之輔の落語を向かい側で聴いているアシスタントの笑い声が被さることが多くなった。最後に1曲オンエアされる場合がある。
6:53 - 6時台エンディング
メッセージを数通紹介後、6時台で放送終了するネット局へのお別れの言葉を述べつつ、7時台の予告を行う。

### 7時台
7:00 - 7時台オープニング
7:02 - 7時のストレートニュース
6時台と同内容。
7:06 - 一之輔のそこが知りたい
様々な業界で活躍する人物をゲストに迎える。生放送中にゲストを迎えるのが基本だが、事前収録の場合がある。2016年4月よりコーナー放送時刻が若干早まり、途中でCMをまたぐようになった。コーナーの途中＆締め間際にゲストから曲をリクエストされることがある。よく登場するゲストは「サンフリファミリー」と呼ばれる。
7:28 - エンディング
エンディングテーマはhy4_4yhによる「ビューティフル・サンデーフリッカーズ」。「ビューティフル・サンデー」の歌詞を当番組にあわせアレンジしたもの。2020年4月19日の放送500回を記念して制作された。

## 企画
番組恒例の企画を挙げる。
谷村有美生誕祭
一之輔が少年の頃から大ファンである谷村有美の誕生日（10月17日）頃の放送で開催される。この日流れる曲はすべて谷村の曲になる。谷村も電話出演することが多い。
2024年10月20日の放送では谷村がスタジオ出演し、一之輔との初対面が実現した。
ヤギ
クリスマス頃の放送回ではヤギの歌うクリスマスソングが放送される。
年末年始
- 年末が近づくと真島昌利が「一之輔のそこが知りたい」コーナーにゲスト出演する。
- リスナー歌謡祭 - 年末の放送回でリスナーに電話をかけて歌ってもらう。

- 書き初め - 新年一回目の放送で一之輔と汾陽が書き初めを行う。

田舎館野田雄
一之輔の「知人」。一之輔が何らかの理由で出演できない際に代役を務めることがある。登場は不定期。東北地方のものと思われる訛りで話す。田舎館の登場回でも「落語ショート・オン・ショート」では基本的に一之輔の落語が放送されるが、田舎館が落語を披露することもある。
当初は「田舎館野田夫」と表記されていたが、番組で一度誤って「野田雄」と記載され、それ以降は現在の表記が使われている。

## 音声配信
本放送はradikoでも各ネット局の番組として聴取可能。
また本放送後に以下の音声コンテンツがAuDeeとYouTubeで配信されている（2025年2月現在）。
- AuDee
  - 落語ショート・オン・ショート
- 番組YouTubeチャンネル
  - 週刊サンフリ大衆EX
  - 次回メッセージテーマ

AuDeeでは放送後記の記事も公開される。

### 変遷
以下の3コーナーは、2016年3月まで公式サイト「JFN Online」及びポッドキャストで配信されていた。
- モーニング・タブレット
- 落語ショート・オン・ショート
- 一之輔のそこが知りたい

その後2016年4月よりJFN Onlineに代わるJFNC新公式アプリ「JFN PARK」内の音声コンテンツでの配信に切り替えられた。
また2016年8月からは、上記3コーナーに加え、放送では聴けない音声コンテンツオリジナルの「週刊サンフリ大衆EX」（内容は放送の振り返りおよび翌週のメッセージテーマ決め）も追加された。
2020年7月にJFN PARKが「AuDee」にリニューアルされた。
この頃から、配信される音声コンテンツは基本的に「落語ショート・オン・ショート」と「週刊サンフリ大衆EX」の2つになった。
2023年7月に番組公式YouTubeチャンネルが開設され、「週刊サンフリ大衆EX」の切り抜きバージョンや次回メッセージテーマが配信されるようになった。
2024年9月4日配信分から「週刊サンフリ大衆EX」の配信方法がYouTubeに一本化された。フルバージョンの配信プラットフォームがAuDeeからYouTubeに変更され、切り抜きバージョンの配信は終了した。「落語ショート・オン・ショート」は引き続きAuDeeで配信されている。

## ネット局

### 現在
（2025年6月現在、24局ネット）
全て日曜の放送で、放送時間の早い順から記載。
なお、JFN特別加盟局のInterFM897は、加盟当初から未ネット。
| 放送対象地域   | 放送局名                                     | 放送時間    | 備考 |
| -------------- | -------------------------------------------- | ----------- | --- |
| 秋田県         | エフエム秋田（AFM）                          | 6:00 - 7:30 | 2017年4月2日放送分より7時台のネット開始。 |
| 宮城県         | エフエム仙台（Date fm）                      | 6:00 - 7:30 | 2016年9月25日 2020年4月5日 - 2021年12月26日 2022年7月10日 - 2023年3月までは6:00 - 7:00 |
| 山形県         | エフエム山形（Rhythm Station）               | 6:00 - 7:30 | 2020年4月5日放送分より7時台のネット開始。 |
| 群馬県         | エフエム群馬（FM GUNMA）                     | 6:00 - 7:30 | 2022年10月2日放送分より7時台のネット開始。 |
| 長野県         | 長野エフエム放送（FM長野）                   | 6:00 - 7:30 | 2016年4月3日放送分より7時台のネット再開 2015年4月5日 - 12月27日放送分は6:00 - 7:30、 2016年1月3日 - 3月27日放送分は6:00 - 7:00の放送。 |
| 富山県         | 富山エフエム放送（FMとやま）                 | 6:00 - 7:30 | 2016年3月27日放送分をもってネット打ち切り。 同年10月2日放送分 - 2017年3月26日放送分および同年10月8日放送分よりネット再開。 2022年9月25日までは6:00 - 7:00の放送。 |
| 石川県         | エフエム石川（HELLO FIVE）                   | 6:00 - 7:30 | 2022年9月25日までは6:00 - 7:00の放送。 |
| 福井県         | 福井エフエム放送（FM FUKUI）                 | 6:00 - 7:30 | 2017年10月1日放送分をもって7時台のネット打ち切ったが、その後再開した。 |
| 岐阜県         | エフエム岐阜（FM GIFU）                      | 6:00 - 7:30 | 放送開始 - 2015年9月は6:00 - 8:00の放送だった。 |
| 三重県         | 三重エフエム放送 （レディオキューブ FM三重） | 6:00 - 7:30 | 放送開始 - 2016年3月は6:00 - 7:30、 2016年4月 - 2021年3月は6:00 - 7:00にそれぞれ放送していた。 |
| 滋賀県         | エフエム滋賀（e-radio）                      | 6:00 - 7:30 | 2014年8月31日をもって8時台のネット打ち切り。2022年10月2日から7時台再開。 |
| 徳島県         | エフエム徳島（FM TOKUSHIMA）                 | 6:00 - 7:30 | 2017年10月1日放送分をもって7時台のネット打ち切ったが、その後再開した。 |
| 香川県         | エフエム香川（FM香川）                       | 6:00 - 7:30 | 2017年10月の時点では未放送であったが、2019年5月現在6時台のみ放送している。 2022年9月25日までは6:00 - 7:00の放送。2024年3月31日までは6:00 - 7:30の放送。2024年9月29日までは6:00 - 7:00の放送。 |
| 岡山県         | 岡山エフエム放送（FM OKAYAMA）               | 6:00 - 7:30 | 2015年8月2日放送分をもって8時台のネット打ち切り。 2022年9月25日までは6:00 - 7:00の放送。 2022年11月までは6:00 - 7:25の放送。 |
| 大分県         | エフエム大分（Air-Radio FM88）               | 6:00 - 7:30 | 2024年3月31日までは6:00 - 7:00の放送。 |
| 岩手県         | エフエム岩手（FM IWATE）                     | 6:00 - 7:00 | 以前の放送時間は6:00 - 6:55だったが2015年9月27日放送分をもってネット打ち切り後、 2017年4月2日放送分より前述の時間でネットを再開し同年10月の時点では6:00 - 6:45で放送しており、 「トラフィック・ナウ」→メッセージ紹介後のCMに入るタイミングで飛び降りていた （パーソナリティからの案内および降りコメントはなし）。 2021年3月までは6:00 - 7:25に放送したが、 『青木源太・足立梨花 Sunday Collection』の放送開始に伴い、短縮された。 |
| 栃木県         | エフエム栃木（RADIO BERRY）                  | 6:00 - 7:00 | 2019年3月31日放送分までは6:00 - 7:30の放送だったが、 7時台に『Lyrics From Hits』（7:00 - 7:15）・ 『まいどあり～。』（7:15 - 7:30）の放送のためネット打ち切ったが、同年10月6日に再開。 しかし、2020年4月5日放送分から7時台に『企業の遺伝子』（7:00 - 7:15）・ 『みんなの元気!いきいきラジオ』（7:15 - 7:30）の放送のため再び打ち切り。 2021年4月3日- 2022年6月26日は6:00 - 7:30の放送だった。                                     |
| 兵庫県         | 兵庫エフエム放送（Kiss FM KOBE）             | 6:00 - 7:00 | 放送開始 - 2015年9月は6:00 - 7:30。 |
| 鳥取県・島根県 | エフエム山陰（V-air）                        | 6:00 - 7:00 | |
| 山口県         | エフエム山口（FMY）                          | 6:00 - 7:00 | 開始以来7:30飛び降り。 『いのちの森 voice of forest』放送のため2012年10月7日 - 2022年9月25日は6:00 - 7:00の放送。 その後いったんフルネットとしたが、2022年12月4日より放送時間を縮小。 |
| 高知県         | エフエム高知（Hi-Six）                       | 6:00 - 7:00 | |
| 鹿児島県       | エフエム鹿児島（μFM）                        | 6:00 - 7:00 | 2017年3月26日まで6:00 - 7:00に放送し一旦休止、2024年4月7日からフルネットで再開。 2025年4月6日から6:00 - 7:00の放送。 |
| 沖縄県         | エフエム沖縄（FM沖縄）                       | 6:00 - 7:00 | 2016年2月21日は『コスモアースコンシャスアクト 野口健 トークセッション』 （TOKYO FM制作）放送の為、8時台のみ休止。 2016年3月までは8時台もネットしていた。 |
| 青森県         | エフエム青森（AFB）                          | 7:00 - 7:30 | 2024年4月7日から7時台のみ再開。 2019年9月以降2023年9月迄毎月第2・3・5日曜のみ放送。2023年10月1日に終了。 （第1：『申吾のほっとチャンネル』、第4：『小野寺あきひこのスクラム!』放送のため休止）。 2012年4月 - 9月には6時台、放送開始 - 2016年3月は8時台もネットしており、 2017年までは第1日曜のみ・同年9月までは第1・2・4日曜は休止が発生していた。 ネット局中唯一、6時台を未ネット。                                              |

### 過去
| 放送対象地域 | 放送局名                   | 放送時間    | 放送終了日    | 備考                                   |
| ------------ | -------------------------- | ----------- | ------------- | -------------------------------------- |
| 福島県       | エフエム福島（ふくしまFM） | 6:00 - 7:00 | 2015年9月27日 |                                        |
| 宮崎県       | エフエム宮崎（JOY FM）     | 6:00 - 7:00 | 2015年9月27日 |                                        |
| 佐賀県       | エフエム佐賀（FMS）        | 6:00 - 7:30 | 2025年5月25日 | 2022年9月25日までは6:00 - 7:00の放送。 |

## 過去のタイムテーブル
以下は、現在は放送されていない7:30～8:30の時間帯のうち、主に2015年10月4日～2016年3月27日の内容。

### 7時台（7:30～8:00）
2015年10月4日 - 2016年3月27日は放送休止時間帯。
- 2015年9月までは、この時間帯に番組内で「サンデー・ジュークボックス」・「ウチきて！アイドル観光協会」・「インスゥルメンタルワールド」の各コーナーが放送されていた。
- 2015年10月4日～2016年3月27日は、2人のオフショット（食事風景など）が公式Twitterアカウントからツイートされていた。
- 2016年1月17日放送分以降[注 13]は、放送休止時間を利用してツイキャス[注 14]が配信されていた。

### 8時台（8:00～8:30）
2015年10月4日 - 2016年3月27日は『SUNDAY FLICKERS 2』（放送は青森・沖縄のみ）。
8:00 - 8時台オープニング
「ちょっと変わった情報をお伝えします」のコメントからスタートし、ネット局である青森・沖縄を意識した話題を話すこともある。
8:05 - 今朝の最新ニュース
6・7時台からニュースの内容（一部）・タイトルが変更される。また、8時台のみ項目の切り替え音がある場合とない場合がある。
8:08 - 週替わり企画（2016年1月からの内容）
- 日本全国“丼”百景（2016年1月17・24日、2月7日） - ディレクター吉岡のイチオシ企画で、全国丼連盟事務局長のドン波房氏（電話出演）からお勧めの丼を紹介してもらう。

- ゲストコーナー（2016年1月31日、2月14日、3月20日）- 春風亭一之輔の今日の予定（2016年2月7日） - この日の日本全国“丼”百景が途中打ち切りになったため、余った尺の穴埋めに急遽その場で企画されたコーナー。一之輔が「放送する必要あるのか」とボヤきつつ、放送終了後のスケジュールを伝えた。ポッドキャスト未配信。

- トーク＆メッセージ紹介（2016年2月21・28日、3月6日）

- Good Time Sunday（2016年3月13日） - 忙しい毎日の中、唯一安らげる日曜日に友人や家族と一緒に、もしくは一人でも楽しめる「最新の遊び」を紹介するコーナーで、一之輔は「TOKYO FMの週末に放送してそうなタイトルだな」とツッコんでいた。第1回は紹介した野球盤（エポック社）を利用して、「石田紗英子のベースボール占い」も行われた。

- 8時だョ！全員解散！（2016年3月27日） - 8時台の最終回ということで、6年半の放送内容（石田曰く「やりっぱなしのコーナー」）を振り返り、没になった企画も紹介された。「豪華ゲスト」として本番組の放送作家である小林哲也が登場し、さよならスタジオライブで「青空」（THE BLUE HEARTS）を弾き語りしたが、途中で本人曰く「間違えて」しまい、サビに入る前に強制終了させられてしまった。

8:27 - エンディング
エンディングテーマは「天使の休息」（久松史奈）。